# Антрим (округ)
А́нтрим (англ. Antrim County) — округ в штате Мичиган, США. Официально образован в 1840 году. По состоянию на 2010 год, численность населения составляла 23 580 человек.

## География
По данным Бюро переписи США, общая площадь округа равняется 1 559,182 км2, из которых 1 232,841 км2 суша и 326,340 км2 или 21,000 % это водоёмы.

## Население
По данным переписи населения 2010 года в округе проживает 23 580 жителей в составе 9 890 домашних хозяйств и 6 925 семей. Плотность населения составляет 19,00 человек на км2. На территории округа насчитывается 17 824 жилых строений, при плотности застройки около 45,00-ти строений на км2. Расовый состав населения: белые — 96,80 %, афроамериканцы — 1,00 %, коренные американцы (индейцы) — 0,20 %, азиаты — 0,20 %, гавайцы — 0,00 %, представители других рас — 0,40 %, представители двух или более рас — 1,40 %. Испаноязычные составляли 1,70 % населения независимо от расы.
В составе 26,00 % из общего числа домашних хозяйств проживают дети в возрасте до 18 лет, 57,30 % домашних хозяйств представляют собой супружеские пары проживающие вместе, 8,30 % домашних хозяйств представляют собой одиноких женщин без супруга, 30,00 % домашних хозяйств не имеют отношения к семьям, 25,30 % домашних хозяйств состоят из одного человека, 11,50 % домашних хозяйств состоят из престарелых (65 лет и старше), проживающих в одиночестве. Средний размер домашнего хозяйства составляет 2,36 человека, и средний размер семьи 2,78 человека.
Возрастной состав округа: 21,10 % моложе 18 лет, 6,30 % от 18 до 24, 3,90 % от 25 до 44, 31,10 % от 45 до 64 и 31,10 % от 65 и старше. Средний возраст жителя округа 47 лет. На каждые 100 женщин приходится 99,80 мужчин.